# Euphorbia officinalis
Euphorbia officinalis är en törelväxtart som beskrevs av Peter Forsskål. Euphorbia officinalis ingår i släktet törlar, och familjen törelväxter. Inga underarter finns listade i Catalogue of Life.